# Bahadurghatta, Chitradurga
Bahadurghatta là một làng thuộc tehsil Chitradurga, huyện Chitradurga, bang Karnataka, Ấn Độ.